# Regular
Als Regular (engl. Aussprache [ˈɹɛg.jə.lə], ‚Stammgast‘) wird im Netzjargon der regelmäßige und deshalb erfahrene Teilnehmer einer Mailingliste, einer Newsgroup oder eines Internetforums bezeichnet.
Der Regular genießt in der Regel aufgrund seiner Beiträge unter den anderen Teilnehmern des Forums einen gewissen Bekanntheitsgrad. Seine Beiträge zeichnen sich meist durch eine gewisse Kompetenz in Bezug auf das Thema des Forums aus.
Die Regulars vermitteln formale, stilistische oder inhaltliche Normen wie beispielsweise die Netiquette gegenüber den Neulingen (Newbies).